# پل شکسته خسروآباد
پل شکسته خسروآباد مربوط به دوره صفوی است و در شهرستان اسدآباد، بخش مرکزی، روستای خسروآباد در مسیربزرگراه کربلا و جاده اسدآباد-کنگاور واقع شده و این اثر در تاریخ ۲۱ اردیبهشت ۱۳۷۶ با شمارهٔ ثبت ۱۸۷۵ به‌عنوان یکی از آثار ملی ایران به ثبت رسیده‌است. این پل بر روی رودخانه قره چای با چهار طاق بنا شده، جنس بنا آجری و از ملات ساروج استفاده شده‌است.